# أندريا كودا
أندريا كودا (بالإيطالية: Andrea Coda) (مواليد 25 أبريل 1985 في ماسا - إيطاليا) لاعب كرة قدم إيطالي يلعب حاليا لصالح نادي الدرجة الأولى أودينيزي الإيطالي منذ 2006 في مركز قلب الدفاع .

## روابط خارجية
- أندريا كودا على موقع الاتحاد الدولي (مؤرشف)  (الإنجليزية)
- أندريا كودا على موقع قاعدة بيانات كرة القدم.إي يو (الإنجليزية)
- أندريا كودا على موقع Soccerway.com (الإنجليزية)
- أندريا كودا على موقع عالم كرة القدم.نت (الإنجليزية)
- أندريا كودا على موقع كووورة
- أندريا كودا على موقع أوليمبيديا (الإنجليزية)
- أندريا كودا على موقع AS.com (الإسبانية)